# وائل فهیم
وائل فهیم (انگلیسی: Wael Fahim؛ زادهٔ ۱ ژانویهٔ ۱۹۷۶) بازیکن هندبال اهل مصر بود.